# Contenitore per rifiuti
Un contenitore per rifiuti è una struttura finalizzata a contenere la spazzatura. Ne esistono di molti tipi e forme.

## Cassonetto

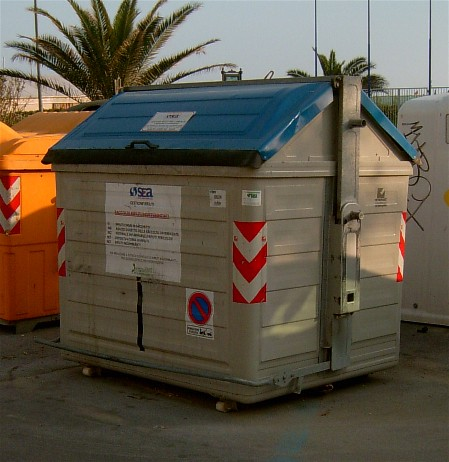
Cassonetto per rifiuti della carta

Il cassonetto è il più grande contenitore per rifiuti, usato principalmente per la raccolta degli scarti domestici all'interno delle città; è mobile e adatto anche per rifiuti voluminosi e necessita di apposite macchine per il suo svuotamento. Esistono cassonetti per la carta, per l'organico, per la plastica, per il vetro e per le potature. Quello che li comprende tutti è l'indifferenziato. Ognuno di loro ha un diverso colore, rispettivamente bianco, marrone, giallo, verde, marrone (o verde) di nuovo.

## Trespolo

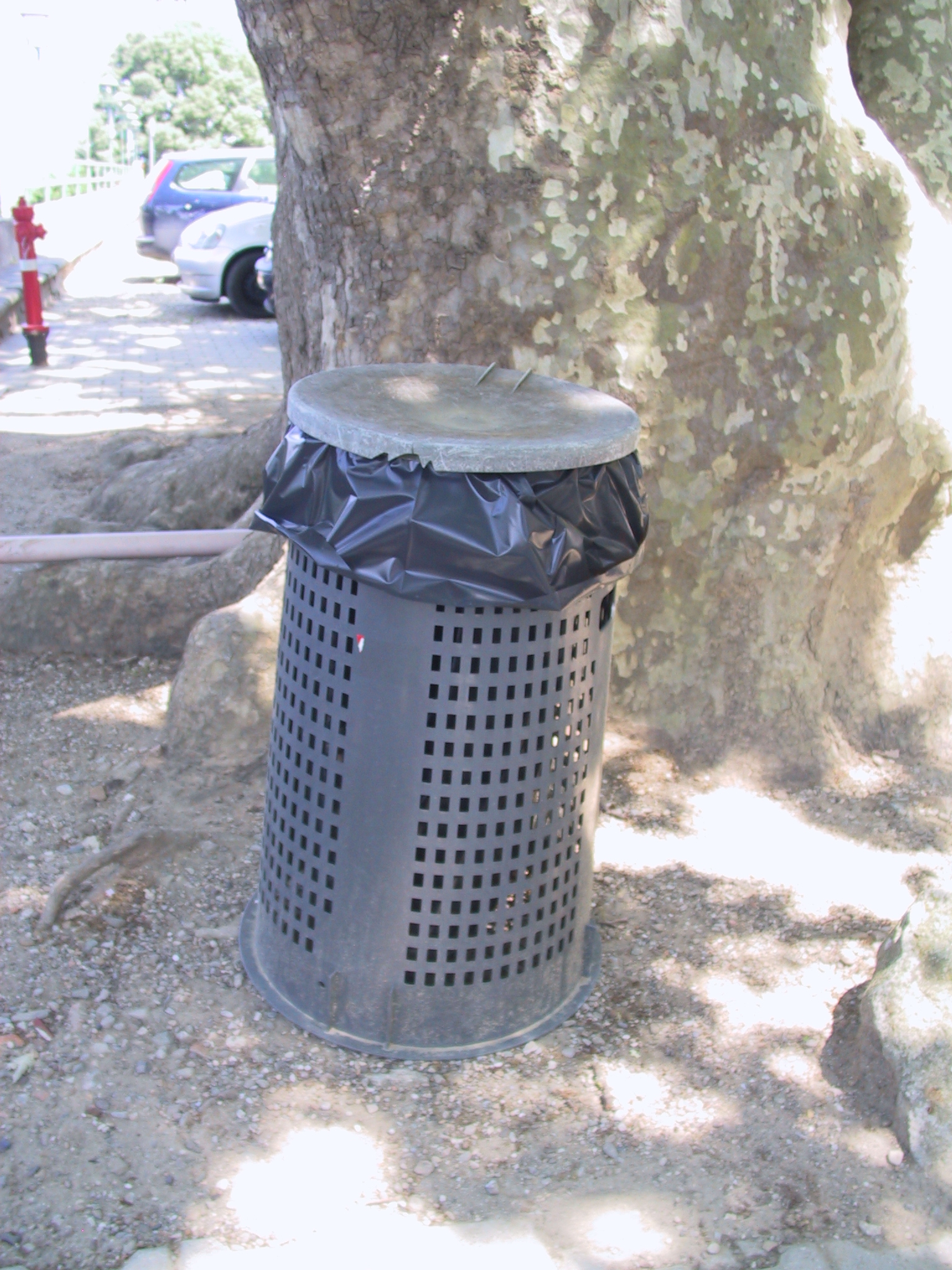
Trespolo per rifiuti

Si tratta di un contenitore troncoconico, di plastica o metallo traforati, che sorregge un sacco da spazzatura e viene chiuso da un coperchio. Usato per fiere, feste all'aperto, istituti scolastici.

## Bidone e mastello

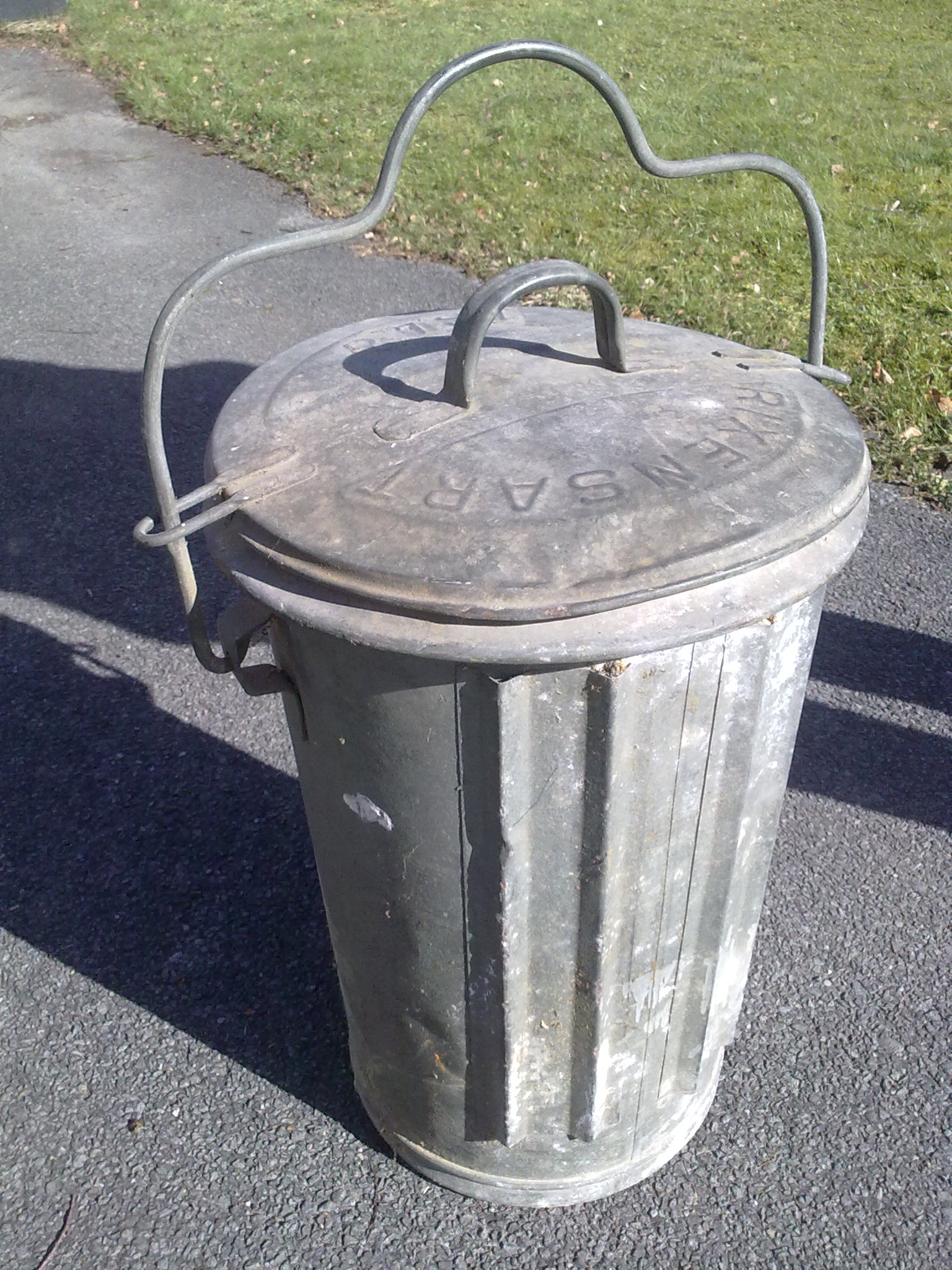
Bidone classico metallico (poubelle) in uso in Belgio

Il bidone è un recipiente per la raccolta della spazzatura, di dimensioni superiori a un cestino e inferiori a un cassonetto. Originariamente in latta o lamiera, la più recente raccolta differenziata porta a porta li ha sostituiti con mastelli carrellati e mastellini manuali in materiale plastico di diverso colore e dotati di coperchio. L'utente li riceve in comodato d'uso o, più di rado, li acquista.

## Cestino

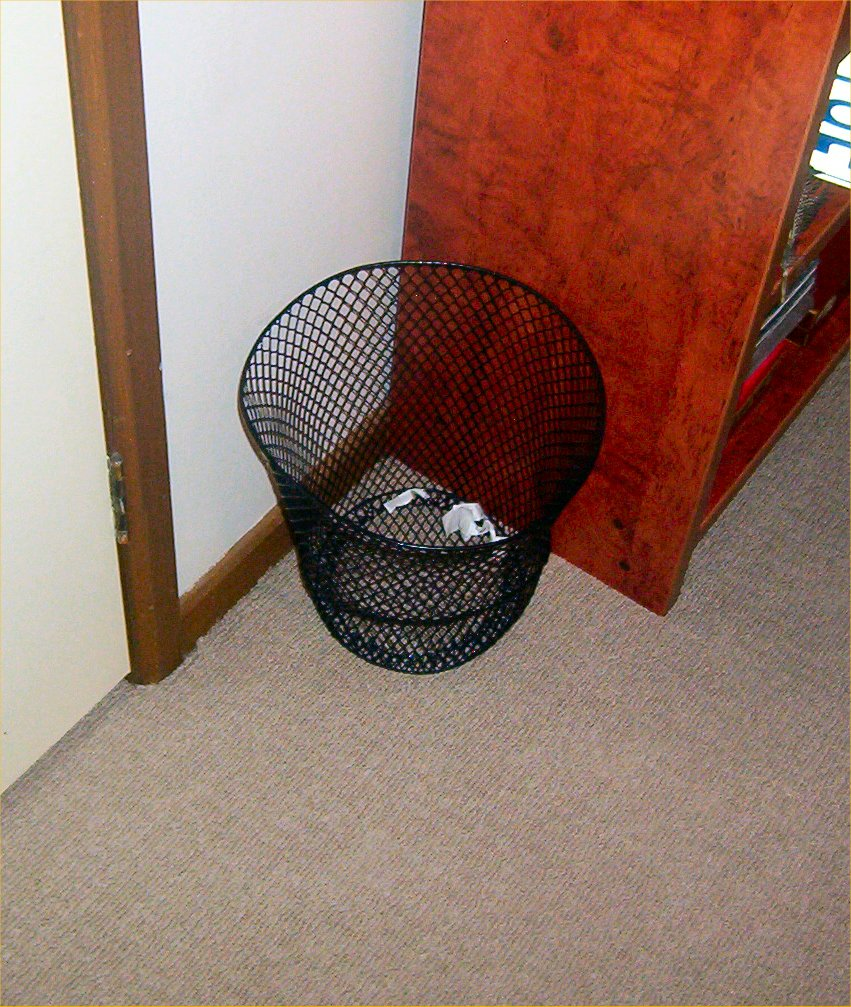
Cestino

Il cestino è un contenitore di piccole dimensioni, di vimini, ferro o altro materiale (oggi soprattutto plastica), senza coperchio, adatto a contenere fogli di carta inutili nelle scuole, negli uffici, negli studi. Anche i contenitori per rifiuti che si trovano per le strade si possono chiamare cestini. Vengono spesso messi sotto le scrivanie per questioni di comodità.

## Pattumiera
Nome generico che indica un recipiente per raccogliere la spazzatura. Nell'uso domestico, è un cestino dotato di coperchio con funzionamento a pedale; ne esistono sia di materiale plastico che di metallo.

## Cestello

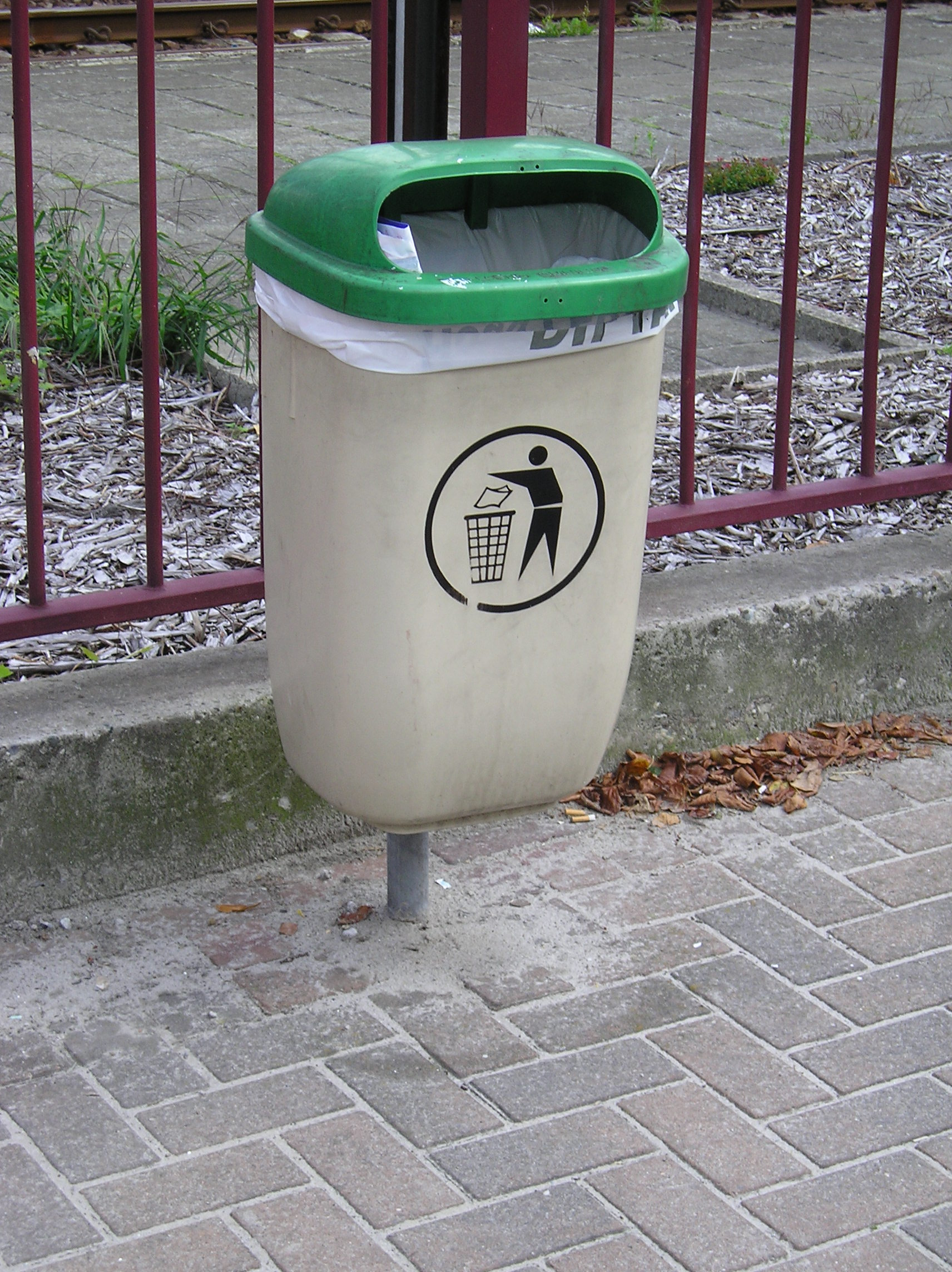
Cestello

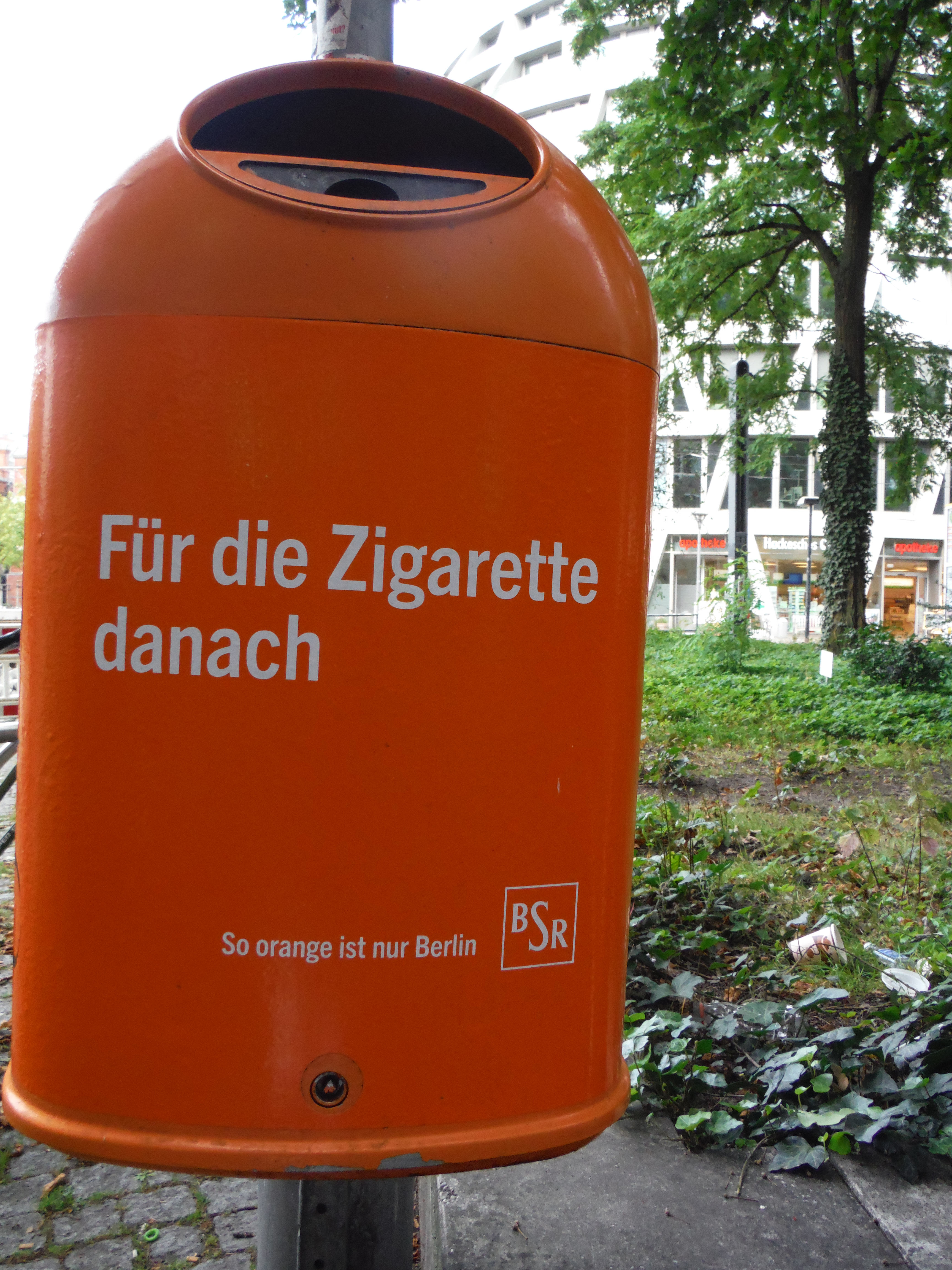
Spegnisigarette in Berlino, Germania

Nell'arredo urbano si chiamano cestelli o cestini stradali i contenitori per i rifiuti che si trovano per le strade.

## Gettacarte

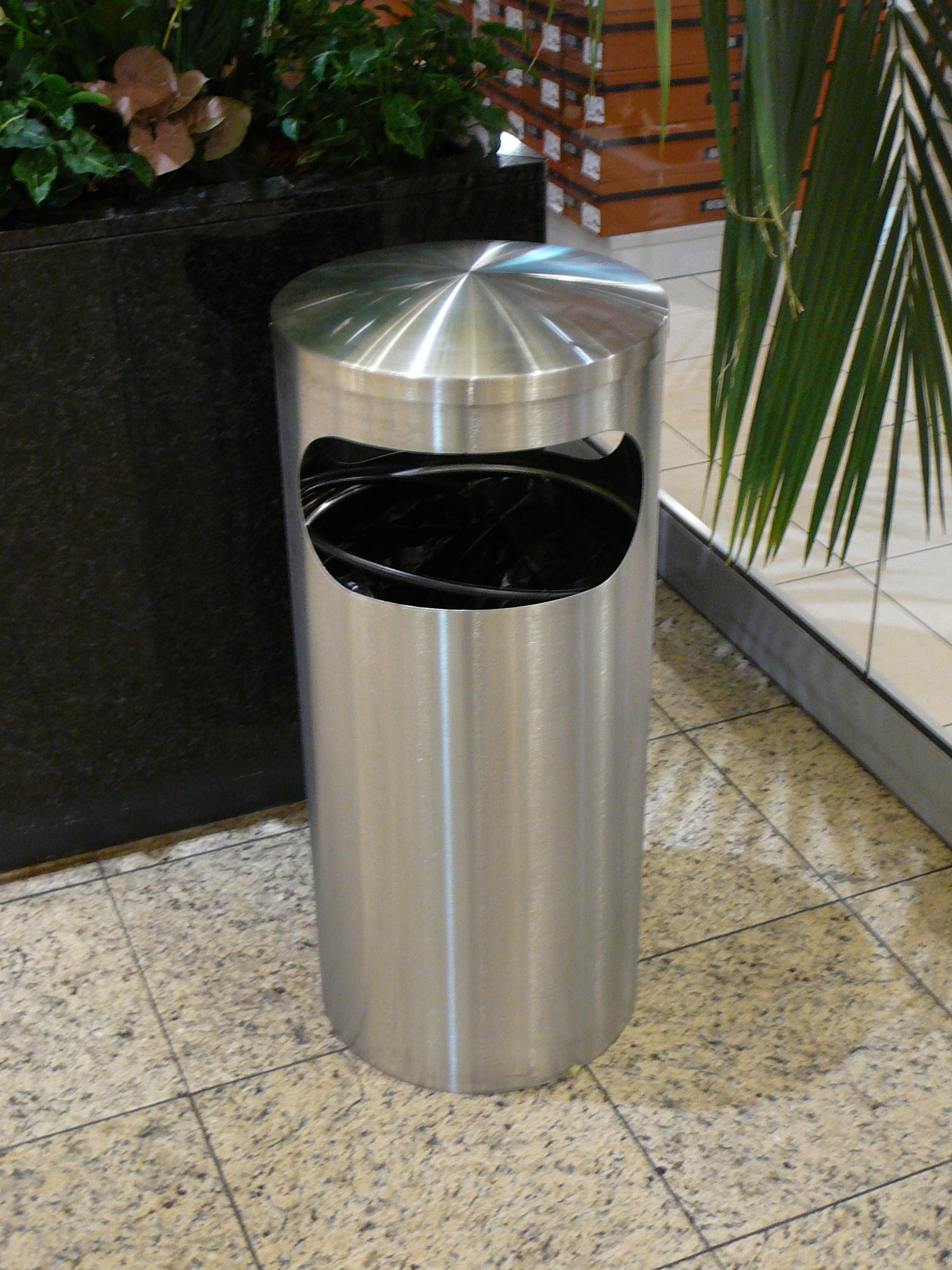
Gettacarte

Contenitore stretto e lungo adatto a contenere cartacce di piccole dimensioni come salviette o scontrini. Si trova spesso nei bar e negli uffici aperti al pubblico; prima della legge antifumo, che vieta il fumo nei locali aperti al pubblico, molti gettacarte avevano un posacenere alla sommità. Può essere anche sinonimo di cestino da interni.

## Normativa
Nella Comunità Europea i contenitori mobili per rifiuti e le campane per la raccolta del vetro sono soggetti a restrizioni sulle emissioni di rumore attraverso la Direttiva 2000/14/CE del Parlamento europeo e del Consiglio dell'8 maggio 2000 sul ravvicinamento delle legislazioni degli Stati membri concernenti l'emissione acustica ambientale delle macchine ed attrezzature destinate a funzionare all'aperto.